# صخیر

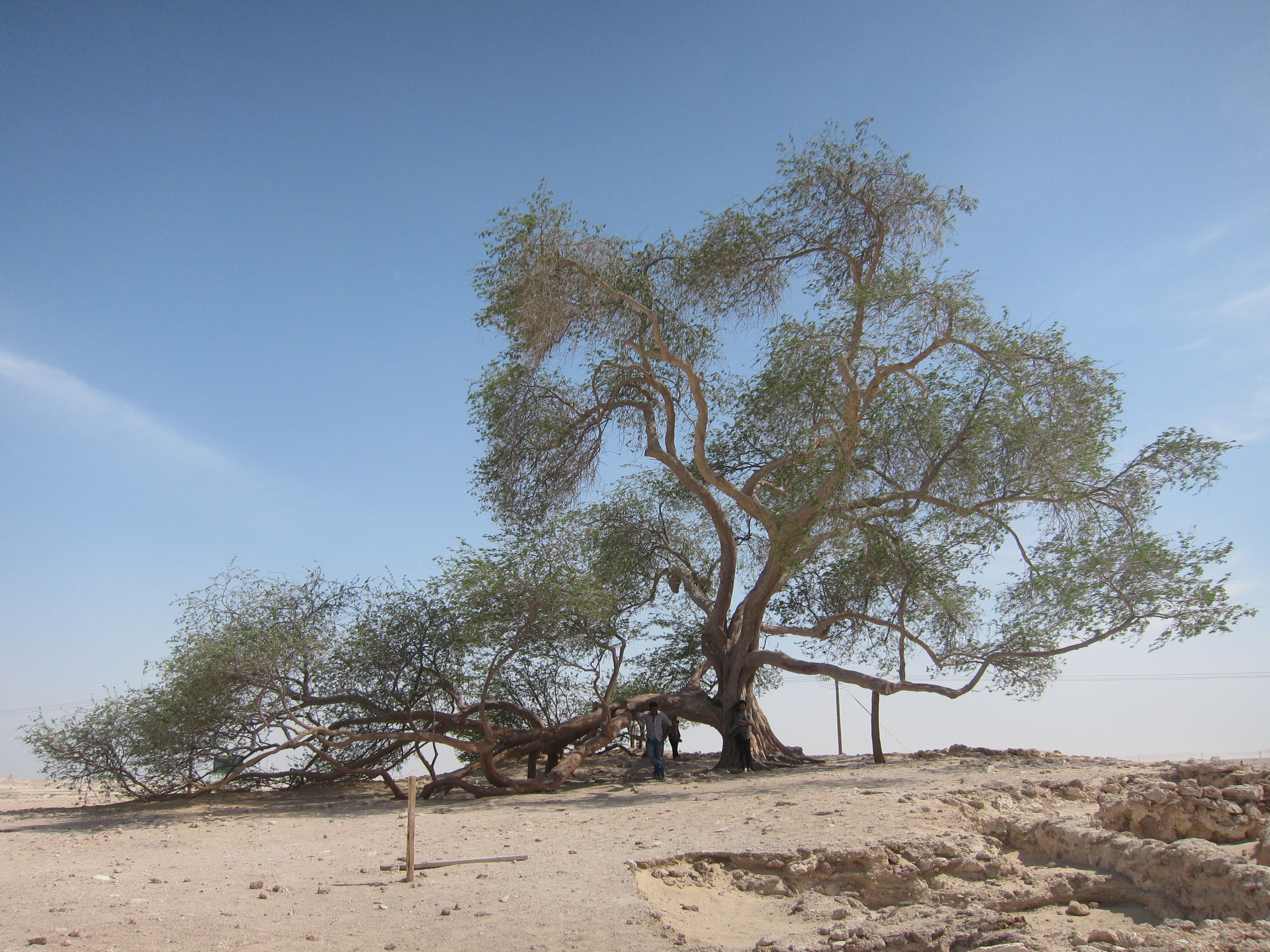
منطقه بر صخیر

بر صخیر به عربی ( بَّر اَلصَخیر )، یا (پُشتخِه صَخیر) نام پُشته أی گسترده‌است در کشور پادشاهی بحرین، و یکی از نقاط دیدنی بحرین به‌شمار می‌آید. پشتخه  واژه‌ای است در گویش فارسی لارستانی و معنی آن پُشته، تپه و ارتفاعی نه بس بلند از زمین، تل و فلات است. پشته درست بهمان معنی نجد که معمولاً فلات گویند، در پارسی دری و در برخی گویشهای محلی بکار رفته‌است.

## فصل زمستان وبهار در بَر صَخیر
در این دو فصل منطقهٔ گستردهٔ ( بَّر اَلصَخیر ) مملوء از گردشگران می‌باشد، به اضافهٔ ساکنان محلی أیضاً، بَّر صَخیر  یا (پُشتخِه صَخیر) جای بسیار معروفی است نزد مردم بحرین، و همچنین مردم مناطق کشورهای همجوار بحرین، وسایر ملت‌های کشورهای شورای همکاری خلیج فارس، لذا هرساله بعد از باریدن باران، گروهای هنگفتی برای (تخییم) «یعنی خیمه زدن»، و خیمه و خرگاه بر پا نمودن به این منطقهٔ صحرایی روی می‌آورند، در این بَّر گسترده دمبل (خیر) واَکال نیز یافت می‌شود که به گونه‌ای بسیار لذیذ است.

## موقعیت بر الصخیر
بر صخیر در جنوب البحرین واقع شده‌است، ویکی از مناطق پهناور استان جنوبی به عربی ( المحافظة الجنوبیة )، در جنوب کشور پادشاهی بحرین قرار دارد. این صحرای گسترده به چند منطقه تقسیم شده‌است که به شرح زیر است:
- الصخیر
- أم جدر
- الوسمیة
- الرمیثة
- الممطلة
- العمر
- القارة

از آنجا که معلوم است در کشورهای حاشیهٔ خلیج فارس دمای گرما خیلی زیاد است، مخصوصاً در ماه‌های ژوئیه، اوت و سپتامبر، فقط حدود سه ماه که از ماه ژانویه آغاز می‌شود وتا ماه مارس ادامه دارد، هوای منطقه بسیار خوب وملایم است، مخصوصاً اگر در این ماه‌ها باران موسمی ببارد تمام منطقه سرسبز و پر از گل‌های بهاری می‌شود، مردم به گشت وتفریح می‌روند و خیمه وخرگاه بر پا می‌کنند، وخیمه گاهای بر صخیر شهرت وآوازهٔ فراوانی دارد در منطقهٔ خلیج.

## کوه دخان
در وسط این صحرای پهناور کوهی وجود دارد که به نام کوه دخان به عربی ( جَبَل دُخان )، معروف است، و این تنها کوهی است که در کشور بحرین وجود دارد، کوهی است مخروطی ارتفاعش از سطح دریا ۱۲۲ مترا است، که مرتفع‌ترین جای مملکت بحرین به شما می‌آید، این کوه تا قبل از سال ۱۹۳۰ میلادی جایی دور افتاده ومهجور بوده‌است، أما در أوائل دئهٔ سی أم از قرن گذشته وبا اکتشاف چاه‌های نفت در پایهٔ این کوه، تمام منطقهٔ اطراف جَبَل دُخان خط لوله پترول احاطه نموده‌است.